# هيديو شينوجيما
هيديو شينوجيما (باليابانية: 篠島 秀雄) (مواليد 21 يناير 1910)، هو لاعب كرة قدم ياباني سابق كان يلعب كمهاجم. سبق له أن لعب مع منتخب اليابان.

## وصلات خارجية
- هيديو شينوجيما على موقع ناشيونال فوتبول تيمز (الإنجليزية)

- National Football Teams
- Japan National Football Team Database